# اقتراع مؤقت

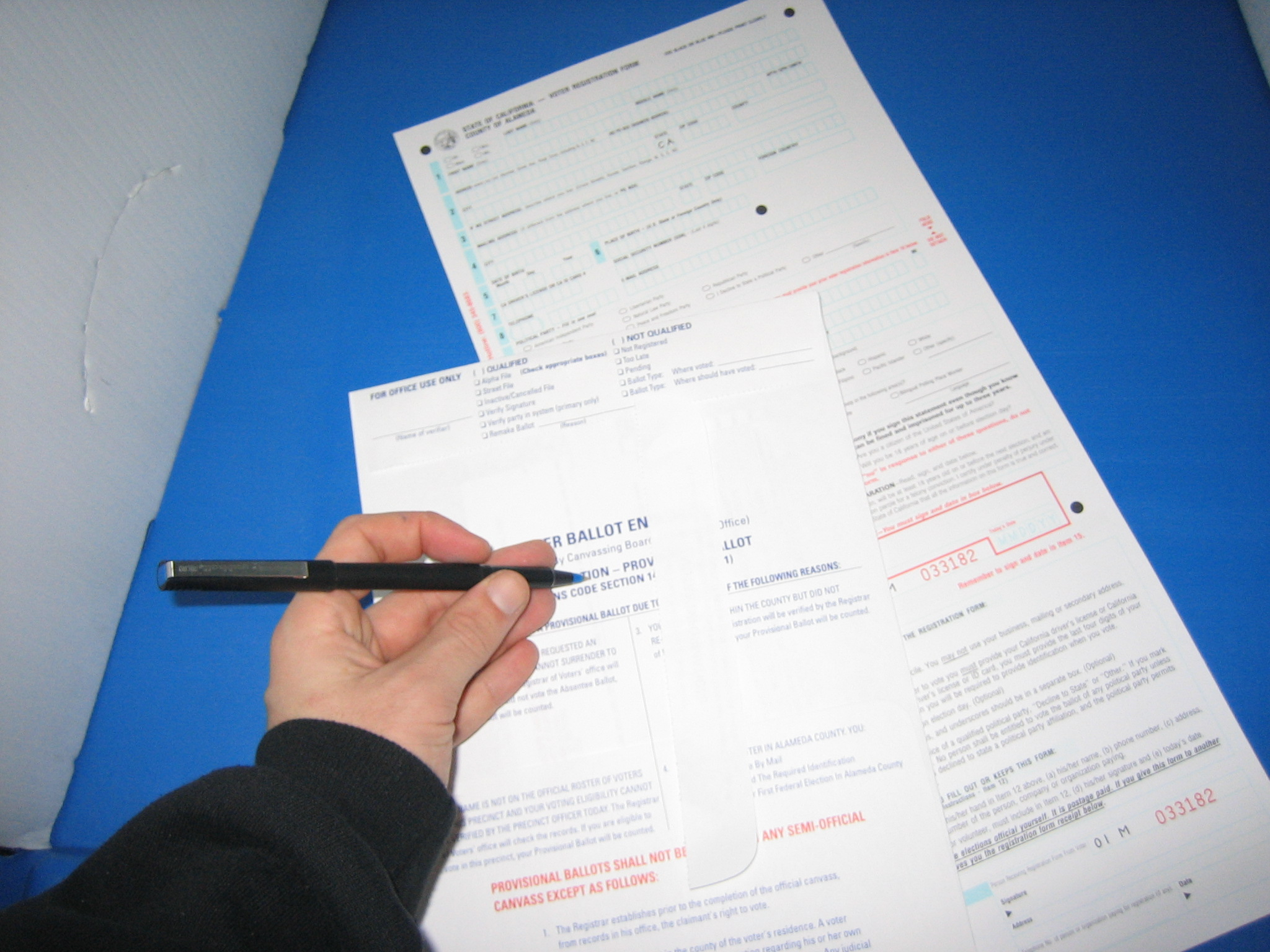

الاقتراع المؤقت يستخدم لتسجيل الصوت عندما تكون هناك تساؤلات حول أهلية ناخب بعينه في التصويت. ويتم الاعتماد على الاقتراع المؤقت في الحالات التالية:
- رفض الناخب إظهار بطاقة هوية تحمل صورته (في المناطق التي تتطلب مثل تلك البطاقات)
- عدم ظهور اسم الناخب في القوائم الانتخابية لتلك المنطقة المعينة.
- احتواء بطاقة تسجيل الناخب على معلومات غير دقيقة أو قديمة مثل العناوين الخاطئة أو الأسماء المكتوبة بهجاء خاطئ.
- إذا تم تسجيل تصويت الناخب بالفعل

ويعتمد ما إذا كان سيتم احتساب الاقتراع المؤقت أم لا على التحقق من أهلية الناخب للتصويت. ولا يدرك العديد من الناخبين أن الاقتراع المؤقت لا يتم حسابه حتى 7 إلى 10 أيام بعد الانتخابات، وبالتالي فإن أصواتهم لا تؤثر على دعوة الولايات للمرشحين المختلفين.
ومن بين الضمانات التي يمكن من خلالها أن يشارك الناخب في اقتراع ما مؤقت إذا كان يرى أنه يحق له التصويت أحد الضمانات الواردة في قانون مساعدة أمريكا على التصويت لعام 2002.

## معلومات تاريخية
يعد الحق الخاص بالأطراف السياسية فيما يتعلق بوضع مراقبين في أماكن الاقتراع حقًا قديمًا. ومن بين الأدوار المحددة لهؤلاء المراقبين القيام بدور الاعتراض، في حالة محاولة شخص ما التصويت في مكان الاقتراع في حين أنه لا يحق له التصويت.
وعندما كان حق المصوت يتعرض للطعن والمعارضة، كان قانون الولاية، بشكل نموذجي، يسمح له بالتصويت في اقتراع قابل للطعن. وبعد إغلاق الاقتراع، يطلب من مجلس فرز الأصوات حينها فحص الاقتراعات التي تعرضت للطعن وتحديد ما إذا كان يجب تأييد الطعن أم لا.
ويحدد الحق في الاقتراع المؤقت، كما هو مسنون في قانون مساعدة أمريكا على التصويت، درجة من الاتساق لمصفوفة قواعد اقتراعات الطعن المختلف التي تم سنها من خلال دول متعددة.

## المشكلات المحتملة
في أفضل الحالات، توفر الاقتراعات المؤقتة للناخبين الذين قد يتم رفض تصويتهم في الاقتراعات الفرصة في أن يتم احتساب أصواتهم، وفي أسوأ الحالات، يمكن أن يكون توفير الاقتراع المؤقت «طريقة للتخلص من الناخبين الذين يسببون المشكلات من خلال جعلهم يعتقدون أنهم قاموا بالتصويت.» من المحتمل أن تقوم بعض الأطراف بإجبار بعض الناخبين على استخدام الاقتراع المؤقت بحيث يمكنهم الحد من إجمالي الأصوات للمعارضين التي يتم احتسابها في ليلة الانتخابات.
وفي الانتخابات الرئاسية الأمريكية لعام 2004، أثيرت مشكلات بسبب الجدل حول تفسير معايير تحديد أهلية الناخبين فيما يتعلق باستخدام الاقتراعات المؤقتة. ويرى الكثيرون أن هذه التناقضات في التفسيرات، خصوصًا في أوهايو، ربما كانت عاملاً حاسمًا فيما يتعلق بنتائج الانتخابات. وفي انتخابات عام 2004، تم استخدام الاقتراعات المؤقتة على الأقل 1.9 مليون مرة، ولم يتم احتساب 676000 صوت منها بسبب القواعد المختلفة للولايات فيما يتعلق باحتساب أصوات الاقتراعات المؤقتة.
وتظهر الدراسات المتعلقة باستخدام الاقتراعات المؤقتة في الانتخابات العامة في الولايات المتحدة في عام 2006 أن حوالي 21% من الاقتراعات المؤقتة قد تم رفضها، في حين أن أغلبية الأصوات التي استخدمت الاقتراع المؤقت والتي تم رفضها نجمت عن ناخبين مسجلين، كما أن أغلبية الأصوات المرفوضة كانت لأسباب كان من الممكن الحيلولة دون وقوعها.

## عدد أصوات الاقتراع المؤقت التي لم يتم احتسابها في انتخابات الولايات المتحدة
وفقًا للجنة مساعدة الانتخابات، لا يتم احتساب الآلاف من الأصوات التي تستخدم الاقتراع المؤقت في كل عملية انتخابية.
الانتخابات الأمريكية في عام 2004
في الانتخابات الأمريكية عام 2004، تم تجاهل 35.5 في المائة من كل الأصوات التي استخدمت الاقتراع المؤقت لأسباب متنوعة. وقد كان ذلك يعني أنه لم يتم احتساب 675676 صوتًا. يرجى الاطلاع على تقرير لجنة مساعدة الانتخابات لعام 2004 هنا.
الانتخابات الأمريكية في عام 2006
في الانتخابات الأمريكية عام 2006، تم تجاهل 20.5 في المائة من كل الأصوات التي استخدمت الاقتراع المؤقت لأسباب متنوعة. وقد كان ذلك يعني أنه لم يتم احتساب 170872 صوتًا. يرجى الاطلاع على تقرير لجنة مساعدة الانتخابات لعام 2006 هنا.

### أسباب الرفض
أشهر أسباب رفض الاقتراعات المؤقتة يرجع إلى شطب الناخبين من القوائم الانتخابية. فنسبة 44% من أصوات الاقتراع المؤقت التي تم رفضها في عام 2006 كانت ترجع إلى هذا السبب. [بحاجة لمصدر]

## وصلات خارجية
- "Provisional ballots could decide election" (The Cincinnati Enquirer)
- "KERRY WON OHIO - JUST COUNT THE BALLOTS AT THE BACK OF THE BUS" (by Greg Palast)
- "20 Crucial Electoral Votes May Be Stuck in Limbo" (Washington Post)